# Hormathia incubans
Hormathia incubans är en havsanemonart som först beskrevs av Gravier 1918.  Hormathia incubans ingår i släktet Hormathia och familjen Hormathiidae. Inga underarter finns listade i Catalogue of Life.